# Зевс
Зевс (др.-греч. Ζεύς, микен. di-we) — в древнегреческой мифологии бог неба, грома, молний, ведающий всем миром. Главный и самый сильный из богов-олимпийцев, третий сын титана Кроноса и титаниды Реи; брат Аида, Геры, Гестии, Деметры и Посейдона. Жена Зевса — это богиня Гера. В римской мифологии он отождествлялся с Юпитером.
Атрибутами Зевса были щит и двусторонний топор (лабрис), иногда орёл; местопребыванием считался Олимп (Зевс-Олимпиец). Зевс мыслился «огнём», «горячей субстанцией», обитая в эфире, владея небом, организующее средоточие космической и социальной жизни.
Кроме того, Зевс распределял добро и зло на земле, вложил в людей стыд и совесть. Зевс — грозная карающая сила, иногда его ассоциируют с судьбой, иногда он сам выступает как существо, подвластное богиням Мойрам — судьбе, року. Зевс обладает способностью предвидеть будущее; он возвещает предначертания судьбы через сновидения, а также с помощью грома и молний. Весь общественный порядок был построен Зевсом, он покровитель городской жизни, защитник обиженных и покровитель молящих, подарил людям законы, установил власть царей, также охраняет семью и дом, следит за соблюдением традиций и обычаев. Ему повинуются все остальные боги. У него есть сотни эпитетов; в его честь названо много различных мест.

## Мифы

### Рождение

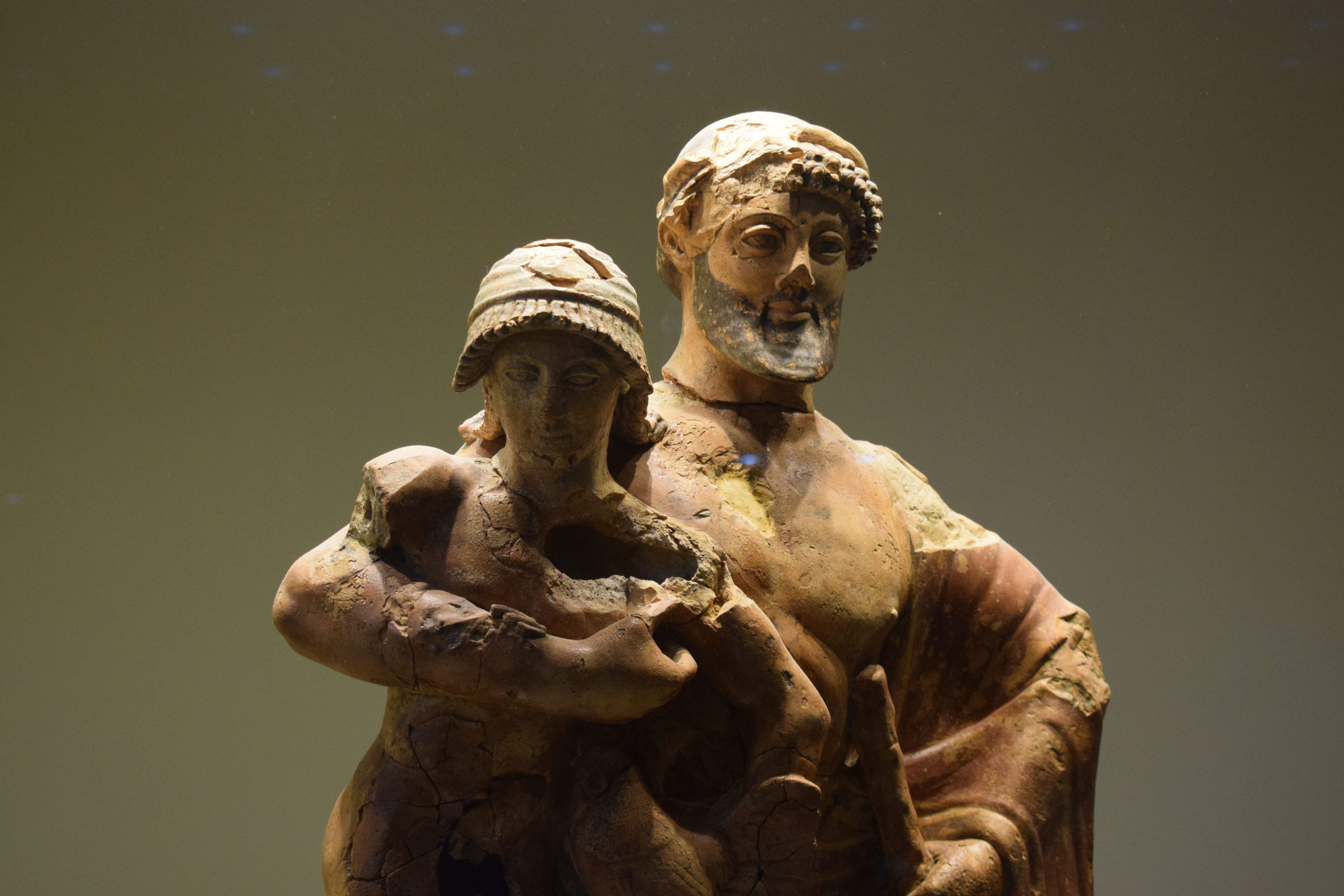
Зевс, похищающий Ганимеда (480—470 гг. до н. э.)

Зевс принадлежит к третьему поколению богов, свергших второе поколение — титанов. Отцу Зевса титану Кроносу было предсказано, что ему суждено быть поверженным собственным сыном и, чтобы не быть свергнутым своими детьми, он каждый раз проглатывал только что рождённого женой Реей ребёнка.
Рея решилась, наконец-то, обмануть супруга и втайне родила очередного ребёнка — Зевса. Согласно Павсанию, «перечислить все те местности, которые претендуют на то, чтобы считаться местом рождения и воспитания Зевса, было бы невыполнимо даже для того, кто приступил бы к этому вопросу с полной серьёзностью». Разные версии мифа называют местом рождения остров Крит (пещеру в горе Дикте либо гору Ида) или Фригию (гора Ида). Кроносу же вместо новорождённого она дала проглотить завёрнутый в пелёнки камень. Пуповина Зевса отпала у города Фены на Крите. Новорождённого Зевса купали в реке Лусий в Аркадии. Согласно Феодору Самофракийскому у Птолемея Гефестиона, родившись, 7 дней непрерывно смеялся, отчего число 7 священно.
По критскому варианту мифа, Зевс был отдан на воспитание куретам и корибантам, вскормившим его молоком козы Амалфеи. Также на Крите его кормили пчелиным мёдом. По другой версии, вскормлен козой в местечке Эгий в Ахайе. По преданию, пещеру охраняли стражники и каждый раз, когда маленький Зевс начинал плакать, они стучали копьями в щиты, для того, чтобы плач не услышал Кронос.

### Борьба за власть
Когда Зевс вырос, он сумел распороть живот Кроноса и выпустить своих старших братьев и сестёр на волю, однако не сумел в одиночку его убить. По другой версии, он сделал зелье, которое заставило Кроноса выплюнуть своих старших детей, томившихся в неволе.
По одной из версий, Зевс воспитывался на Наксосе. Когда он отправлялся в поход на титанов, то заметил орла и угадал в нём благое предзнаменование. Когда боги делили пернатых, Зевсу достался орёл. На скипетре Зевса — орёл. Когда Зевс выступил против Кроноса, боги Олимпа заключили союз. Жертвенник, на котором они клялись, они сделали созвездием.
Затем вместе с Зевсом боги начали борьбу с Кроносом и остальными титанами, призвав на помощь создавших громы и молнии циклопов. Битва, которая потрясла мир до основания, длилась 10 лет, но не выявила победителя. Тогда Зевс освободил из Тартара сторуких великанов, которые поклялись в верности Зевсу. Наконец титаны были повержены и низвергнуты в Тартар навечно. Но Гея не смирилась с этим и породила в браке с Тартаром Тифона. Однако последний был побежден Зевсом.

### Правление
Три брата — Зевс, Посейдон и Аид — по жребию либо по выбору разделили власть между собой. Зевсу досталось господство на небе, Посейдону — море, Аиду — подземное царство мёртвых. В древнейшие времена Зевс правил над землёй и в подземелье, вершил суд над мёртвыми. В период патриархата Зевс находится на горе Олимп и именуется Олимпийским.

### Попытки свержения

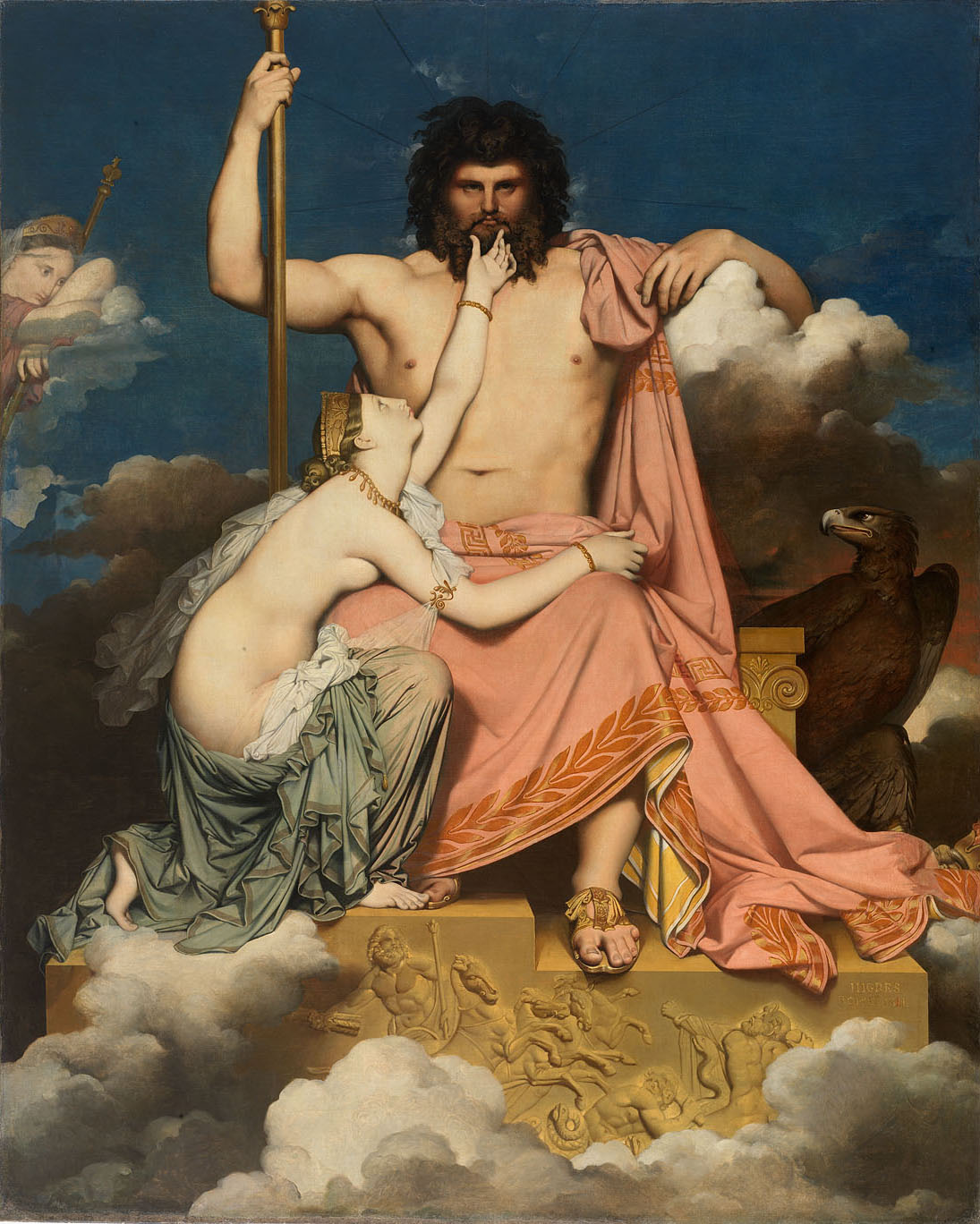
«Юпитер и Фетида» (Jupiter et Thétis), художник Жан Энгр, 1811 год, масло, 330×257 см.

Первая попытка свержения Зевса была предпринята Посейдоном, Афиной и Аполлоном при поддержке Геры: они приковали сонного Зевса цепью к ложу и уже хотели было заключить его в Тартар, но его возлюбленная нереида Фетида призвала на помощь гекатонхейра Бриарея. После бунта Посейдон и Аполлон вместе с царем Эгины Эаком строили стены Трои, а Гера была подвешена на золотых цепях между небом и землёй. Во второй раз было пророчество, которое никто не знал, кроме Геи и титана Прометея. Гею Зевс не осмелился тревожить, так как она столь древняя и почтенная, а Прометей ничего не сказал тогда Зевсу, ибо правил он жестоко и алчно. Зевс приказал Гефесту приковать в горах Кавказа Прометея, но через много лет Прометей открыл пророчество Зевсу, и тот не женился на Фетиде. Однако Фетида вышла замуж за сына Эака героя Пелея и от этого брака родился Ахилл — один из героев Троянской войны.

### Убитые Зевсом
- Адимант[греч.][27].
- Сыновья Ликаона.
- Актеон (версия).
- Амфиарай. Зевс сделал его бессмертным.
- Аристодем.
- Асклепий. Зевс сделал его бессмертным.
- Иасион.
- Идос.
- Исхий.
- Кампа. Не убил, но заключил в Тартар.
- Капаней.
- Макело с Кеоса и её муж Телхин.
- Менетий (титан). Низвергнут в Тартар.
- Мимант (гигант).
- Пандарей. Превращён в камень.
- Порфирион.
- Салмоней.
- Тантал.

Асопа он поразил перуном (молнией), поразил также третий храм в Дельфах.

## Иконография

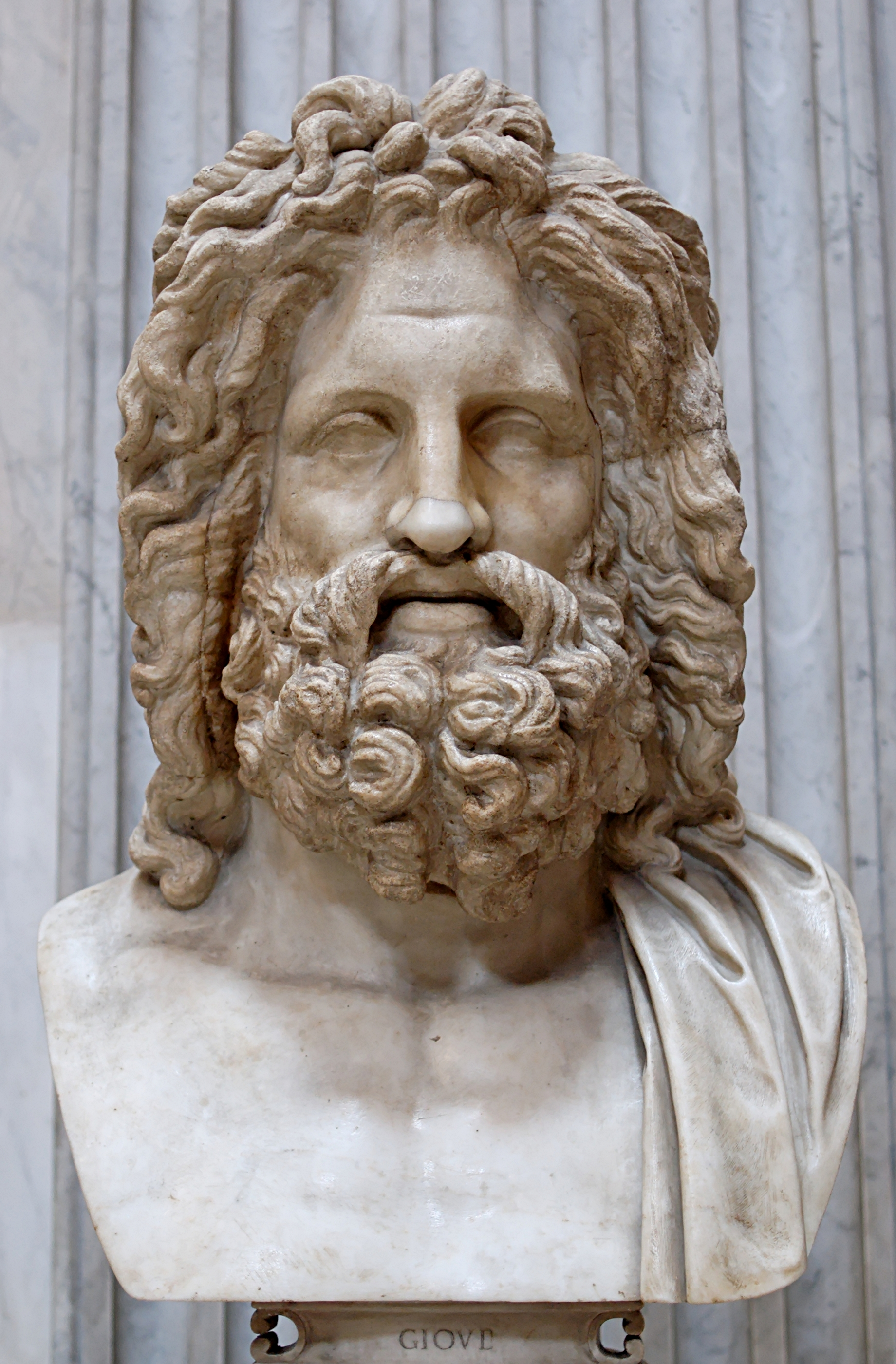
Колоссальная голова Юпитера из Отриколи. Мрамор. Римская копия с греческого оригинала IV в. до н. э. Рим, Музеи Ватикана. Музей Пио-Клементино. Зал Ротонда

Традиционно Зевс изображается как могучий и бородатый мужчина зрелого возраста с благородными чертами лица, обрамлённого густыми локонами. Возможно, эта иконография восходит к знаменитой статуе Зевса Олимпийского, созданной скульптором Фидием.
В произведениях более поздних художников, в особенности в живописи мастеров Нового времени, он — персонаж любовных историй, обманывающий женщин и принимающий множество обличий.

### Атрибуты
- Орёл.
- Эгида (накидка).
- Молния Зевса — материальное оружие, своего рода двухконечные, двух- или трёхзубчатые вилы с зазубринами. В барочной живописи они изображались как пучок языков пламени, который может держать в когтях орёл.
- Скипетр, символ царской власти.
- Иногда молот, а также двусторонний топор (лабрис).
- Колесница, запряжённая орлами.

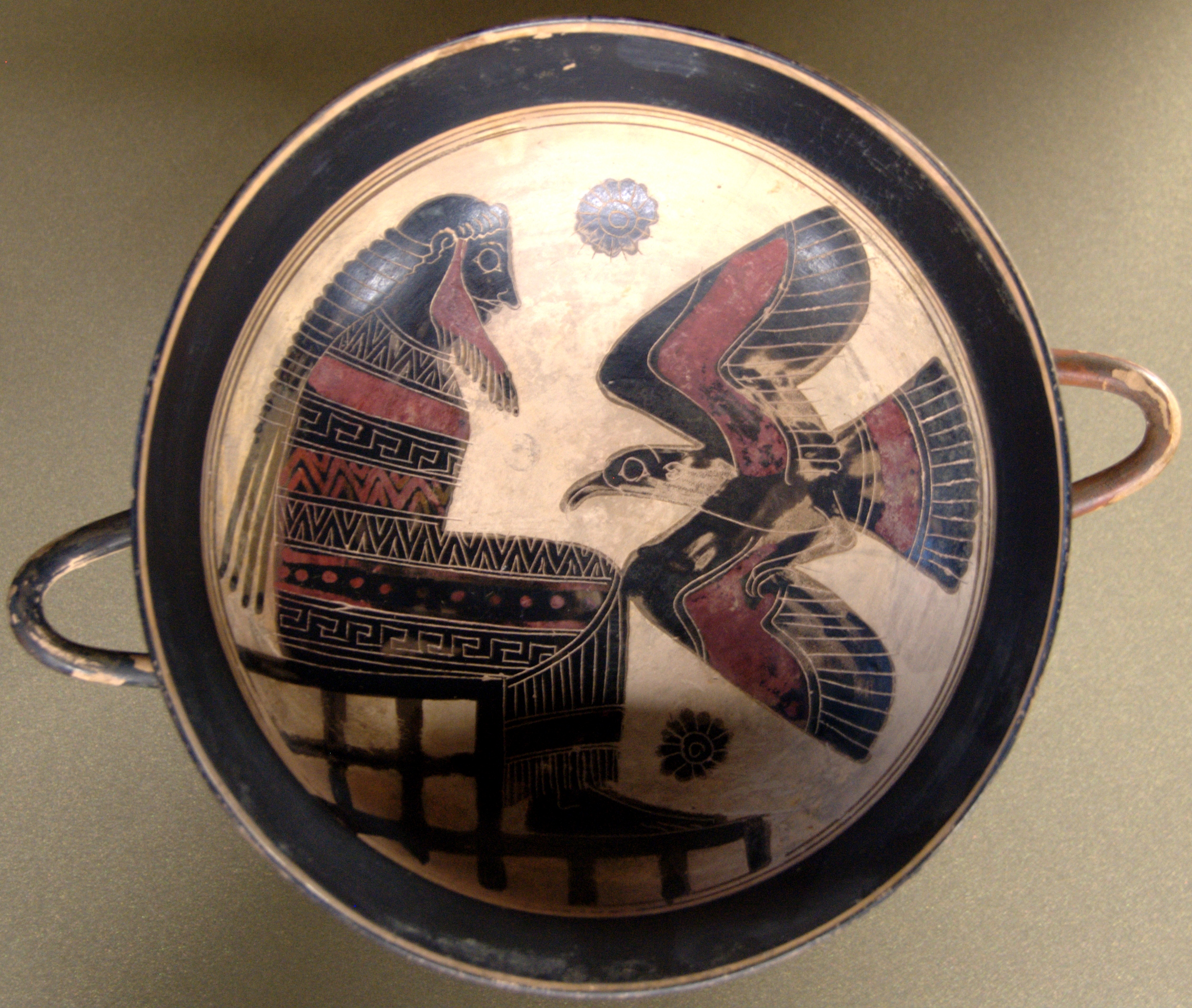
Зевс с орлом, 560 г. до н. э.
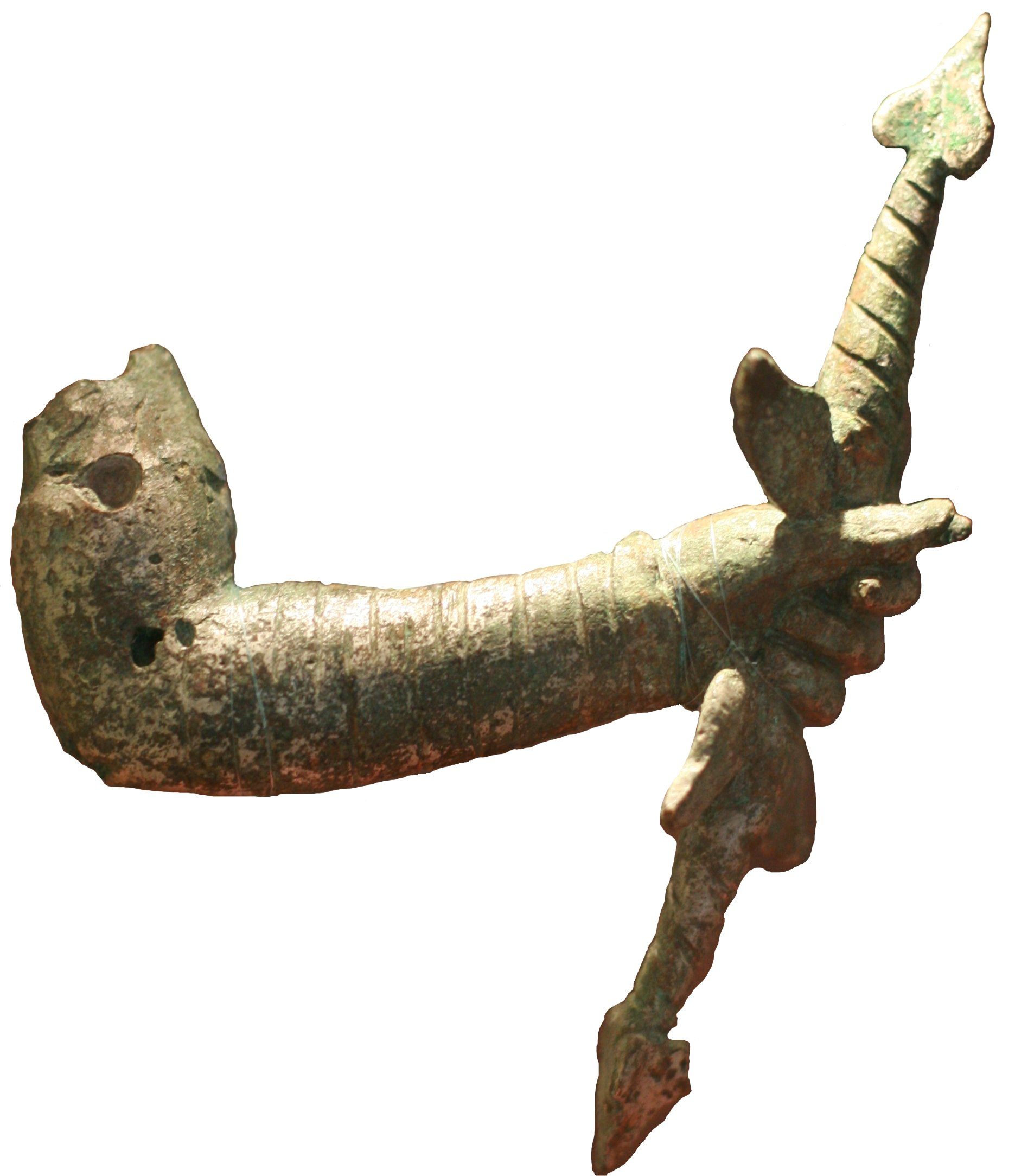
Фрагмент бронзовой статуи Зевса, держащего молнию, II в.
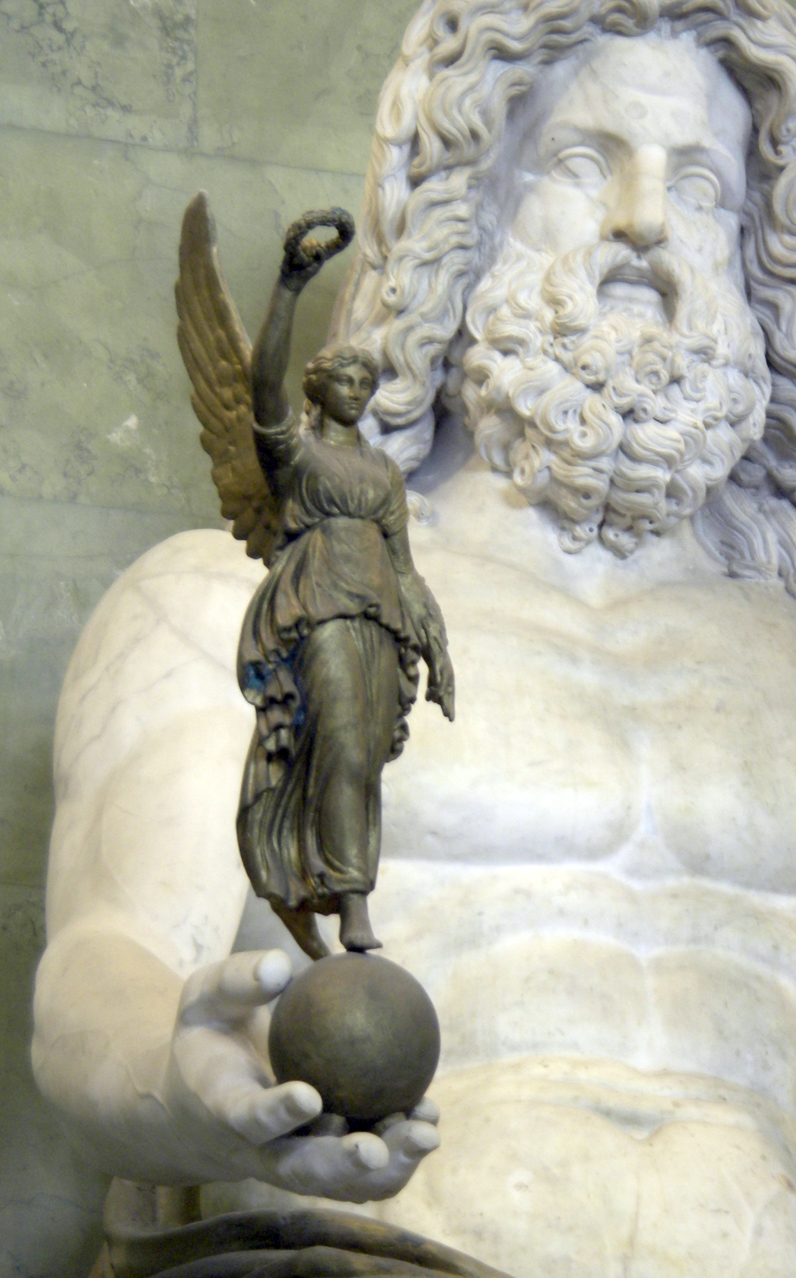
Скипетр со статуэткой богини Победы, римская статуя

### Сюжеты
|                        | Изображение | Миф | Аллегория                                  |
| ---------------------- | ----------- | --- | ------------------------------------------ |
| Воспитание Зевса       |             | Младенца-Зевса, спрятанного от кровожадного отца, кормит коза Амалфея. Ребёнок растёт на склонах горы Иды (о. Крит), нимфы кормят его диким мёдом и козьим молоком. Он изображается в пасторальной атмосфере, лежащим в колыбели и окружённым нимфами-воспитательницами (ср. с сюжетом о находке Моисея). Другой вариант — ребёнок на руках у нимф, которые подносят ему ко рту крынку молока, в то время как другие собирают дикий мёд, а пастух доит козу. |                                            |
| Жертвоприношение Зевсу |             | Изображена статуя сидящего Зевса, который держит скипетр, рядом сидит его орёл. На переднем плане изображён алтарь с горящим пламенем. Идолопоклонники (возможно, девушки с горы Ида) молятся под руководством жреца или приносят жертвы. |                                            |
| Битва богов и гигантов |             | Подстрекаемые своей матерью Геей, гиганты под предводительством Эвримедона стали забрасывать небо огромными скалами и горящими дубами с целью уничтожить богов Олимпа и стереть с лица Земли человечество, ненавистное их матери. Боги ответили на этот удар, но их усилия были тщетны: гиганты оставались живы. |                                            |
| Филемон и Бавкида      |             | Зевс неузнанным является в дом пожилой семейной пары. | Милостивый бог и защитник слабых и бедных. |
| Зевс и Фетида          |             | Бывшая возлюбленная умоляет небожителя пощадить её сына Ахилла. Она обнимает колени владыки, сидящего на троне. Сюжет описан у Гомера. |                                            |
| Зевс и Ганимед         |             | Чтобы похитить прекрасного юношу и сделать его своим возлюбленным, Зевс превращается в огромного орла. |                                            |
| Похищение Европы       |             | Чтобы похитить прекрасную царевну, Зевс превращается в быка. Девушка восхищается его красотой и садится на него, а он бросается в море и увозит её с родного острова. |                                            |
| Леда и лебедь          |             | Чтобы овладеть недоступной красавицей, Зевс обратился в прекрасного лебедя, которому она дала приблизиться к себе и стала с ним играть. Она родила от него Полидевка и Елену. |                                            |
| Даная и золотой дождь  |             | Чтобы овладеть красавицей, запертой от греха в подземный «бункер», Зевс превращается в золотой дождь и таким образом просачивается сквозь потолок и проникает в её лоно. В изображениях часто фигурирует старуха-служанка. В таком случае золотой дождь имеет два толкования: прямой, согласно мифу — для девушки, и аллегория денег, которые смягчат любую дуэнью — для старухи.                                                                            |                                            |
| Сатир и Антиопа        |             | Чтобы овладеть буйной менадой, Зевс превращается в традиционного спутника менад по дионисийским шествиям — сатира. |                                            |
| Ио и Зевс              |             | Чтобы овладеть прекрасной девушкой, Зевс превращается в облако. |                                            |

## Семья

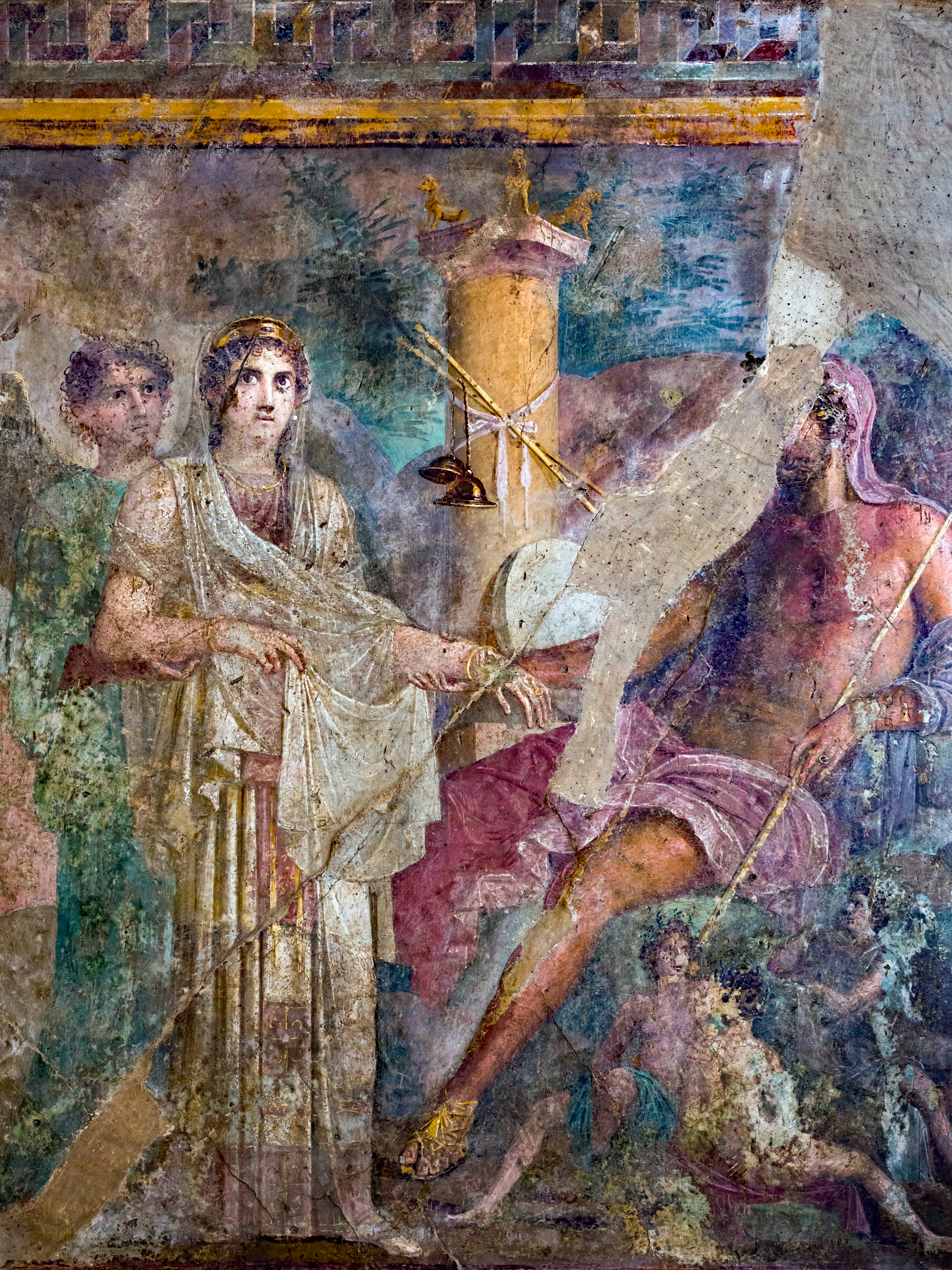
Свадьба Зевса и Геры. Античная фреска из Помпей

### Жёны и возлюбленные Зевса. Дети громовержца
Жёнами Зевса были:
- Метида (проглочена Зевсом)
- Фемида
- Гера (последняя «официальная» жена Зевса). Согласно Каллимаху, когда миром правил Кронос, Зевс и Гера 300 лет скрывали свой брак[29].

У Зевса было множество возлюбленных:
- Евринома
- Деметра
- Ламия
- Мнемозина
- Лето (Латона)
- Ио
- Европа
- Леда
- Ганимед
- Офрейда

и многие другие.
Возлюбленными Зевса именуются также Каллироя, мать Амфотера и Акарнана, Фива и Фтия.
Некоторые мифы утверждают, что Зевс хотел оставить Геру ради Фетиды, но не сделал этого из-за пророчества — нереида родит ему сына, который во всём будет превосходить своего отца. Фетида вышла замуж за царя Пелея, и у них родился Ахиллес.
Синопа и Медея отвергли Зевса.
Также его возлюбленным называют юношу Айтоса (см. Мифы Крита).
В облике змея он соблазнил Деметру, а затем Персефону, в облике быка и птицы — Европу, в облике быка — Ио, в облике орла — Ганимеда, в облике лебедя — Немесиду (ставшую гусыней) или Леду, в облике перепела — Лето, в облике муравья — Евримедусу, в облике голубя — Фтию, в огненном обличии — Эгину, в виде золотого дождя — Данаю, в облике сатира — Антиопу, в облике пастуха — Мнемосину, в облике жеребца — Дию. Возлюбленные его обычно сохраняют человеческий облик, но Каллисто он превращает для безопасности в медведицу, а Ио — в корову.
Иногда Зевс почитался в виде жука.

#### Божества
- Адрастея (Астрея) — богиня справедливости, от Ананке[31] или Фемиды.
- Геката — божество лунного света, от Астерии[32], Деметры или Геры.
- Эрот — бог любви, от Афродиты[33] (по одной из версий).
- Арес — бог войны, от Геры[34].
- Геба — богиня юности, от Геры[35].
- Гефест — бог огня, покровитель кузнечного ремесла, от Геры (согласно Гомеру).
- Илифия — богиня-родовспомогательница, от Геры[34].
- Персефона (Каллигения) — богиня плодородия и царства мёртвых, от Деметры[36] или Стикс[37].
- Асоп Флиасийский — божество реки, от Евриномы[38] (по одной из версий).
- Мнемозина — титанида, мать муз, от океаниды Климены[39] (по одной из версий).
- Близнецы Аполлон и Артемида — от титаниды Лето (Латоны)[40].
- Гермес — бог торговли, прибыли, интеллекта, ловкости, плутовства, обмана, воровства и красноречия, от плеяды Майи[41].
- Афина — богиня справедливой войны и мудрости, от океаниды Метиды, первой жены Зевса. По Гесиоду, Зевс проглотил беременную Метиду и родил Афину самостоятельно. По другим версиям, Афина родилась от Геллении[42] или Корифы (дочь Корифы носит имя Кория у аркадян).
- Сабазий (он же «старший Дионис» или Загрей) — божество мистерий, от Персефоны. Зевс посетил Персефону в виде змея[43], и та родила ему рогатого младенца[44].
- Артемида первая от Персефоны[45].
- Мелиноя — богиня подземного царства, от Персефоны.
- Афила, отождествляемая с Персефоной, от Реи.
- Пандия — богиня полуденного солнца, от Селены[46].
- Герса — от Селены[47] или Эос.
- Дионис — бог виноделия, от Семелы, дочери Кадма[48].
- Карпос, от богини Хлориды.
- Эгипан, иногда отождествляемый с Паном, от козы[49] или Эги.
- Пан — бог-покровитель стад, от Гибрис[50], Фимбриды[51], нимфы Ойнеиды[52] или Каллисто[53].
- Тиха — богиня случая, по версиям одна из мойр, мать неясна[54].
- Алефейя (версия), Гелиос первый (версия), Кер (версия). Мать неизвестна.

#### Группы детей
- Хариты — богини веселья и радости жизни, от океаниды Евриномы[55] (согласно Корнуту, Евридомы).
- Музы (Евтерпа, Клио, Талия, Мельпомена, Терпсихора, Эрато, Полигимния, Урания, Каллиопа) — покровительницы наук, поэзии и искусств, от титаниды Мнемозины[56].
- Керасты — «рогатые кентавры», рождены от семени Зевса, извергнутого на почву Кипра от любви к Афродите[57]. См. Кипр в древнегреческой мифологии.
- Корибанты — мифические предшественники жрецов Кибелы или Реи во Фригии, от Каллиопы (по одной из версий).
- Куреты — демоны растительных сил земли, от Геры или Иды.
- Мойры (Клото, Лахесис и Атропос) — богини судьбы, от Фемиды[37] или Ананке[58].
- Оры — богини времен года, от Фемиды[59].
- Анакты (Дионисий, Евбулей и Тритопатрей) — диоскуры, дети Зевса первого и Персефоны[60].
- Эринии — богини мести. По орфикам, девять дочерей Персефоны и Зевса Хтония[61].
- Старшие музы (Телксиопа, Аэда, Арха, Мелета) — дочери Зевса второго[62].
- Офрийские нимфы.
- Полидевк и Елена от Леды.

#### Герои
- Агдистис — от семени Зевса и земли.
- Близнецы Амфион и Зеф — от Антиопы, дочери Никтея[63].
- Аргос (либо также Пеласг) — от Ниобы[64].
- Аркад — от Каллисто.
- Аркисий — от Евриодии (по одной из версий)[65].
- Атимний — от Кассиопеи[66].
- Бритомартида — от Кармы.
- Вифий — от Фраки. См. Список малоазиатских имён в древнегреческой мифологии.
- Гармония — от Электры (по одной из версий).
- Геракл (Геракл шестой) — от микенской царицы Алкмены[67].
- Геракл первый — от Лисифои.
- Геракл четвёртый — от Астерии.
- Герофила — от Ламии[68].
- Грек и Латин — от Пандоры (по одной из версий)[69].
- Дардан и Иасион (Ээтион) — от Электры[70].
- Додон — от Додоны.
- Елена — от Немесиды[71] или Леды[72].
- Иарбант. Ливиец[73].
- Карий — от Торребии.
- Карней — от Европы (по Праксилле).
- Диоскуры Кастор и Полидевк (либо только Полидевк) — от Леды[74].
- Колакс — от Горы. См. Фракия в древнегреческой мифологии.
- Коринф — от Электры (по одной из версий)[75].
- Кориф. Италийский царь[76].
- Кринак (версия).
- Лакедемон — от Таигеты[77].
- Локр — от Меры[78].
- Магнет и Македон — от Фии.
- Манес (лидиец) — от Геи.
- Мегар — от сифнидской нимфы.
- Мелитей — от нимфы Офреиды[79]. См. Мифы Фессалии.
- Минос, Сарпедон и Радаманф — от Европы[80].
- Мирмидон — от Евримедусы[81]. См. Мифы Фессалии.
- Опунт — от Протогении.
- Орхомен — от Гермиппы, либо Исонои или Гесионы[82]. См. Мифы Беотии.
- Палики — от Этны[83] или Талии.
- Персей — от Данаи[84].
- Пирифой — от Дии (или Климены), жены царя лапифов Иксиона[49].
- Саон — от нимфы.
- Сарпедон — от Лаодамии, дочери героя Беллерофонта.
- Скамандр (версия).
- Скиф — от женщины-змеи[85] (Ехидны). См. Скифия и Кавказ в древнегреческой мифологии.
- Спартей, Кроний и Кит — от Гималии[86]. См. Мифы островов Эгейского моря.
- Тантал — от нимфы Плуто или Сипилы.
- Таргитай — от дочери Борисфена.
- Тевкр — от Электры (по одной из версий)[87].
- Титий — от Элары[88].
- Фасис — река, именуется отпрыском Зевса[89]. См. Скифия и Кавказ в древнегреческой мифологии.
- Эак — от Эгины, дочери речного бога Асопа.
- Эллин — от Пирры (по одной из версий)[90].
- Эмафион — от Электры. См. Мифы островов Эгейского моря.
- Эндимион — от Калики (по одной из версий).
- Эпаф и Кероесса — от Ио (см. Фракия в древнегреческой мифологии).
- Этол — от Протогенеи (по одной из версий)[49].
- Эфлий — от Протогенеи[49].

- А также: Ата, Басилея (по Аристофану), и другие нимфы.

## Именование
П. Кречмер, мнение которого об этимологии имени Зевса считается общепринятым, пришёл к выводу, что оно имеет индоевропейское происхождение и обнаруживает первоначальное его значение как бога светлого неба, дня, света.

### Множественность Зевсов
Согласно речи Котты, античные филологи насчитывали трёх Зевсов:
- Сын Эфира, родился в Аркадии, отец Персефоны и Диониса.
- Сын Урана, родился в Аркадии, отец Афины.
- Сын Крона, родился на Крите, там же его могила.

### Различные формы имени Зевса
- Дан (Δάν). Имя Зевса на дорическом диалекте.
- Ден (Δήν). Написание имени Зевса[92].
- Диас (Δίας). Имя Зевса на современном греческом.
- Дий (Δῖος). Имя Зевса[93].
- Дис (Δίς). Написание имени Зевса[92].
- Зан (Ζάν). Имя Зевса на дорическом диалекте[94].
- Зас (Ζάς). Первоначало у Ферекида Сирского[95]. Диалектное написание имени Зевс.
- Зен (Ζήν) Одна из форм имени Зевса[96].
- Зес (Ζής). Написание имени Зевса[92].
- Тан (Τάν). Критская форма.

### Эпитеты

#### Метеорологические
- Астрапей. (Ἀστραπαῖος, «молнийный»). Эпитет Зевса. Ему посвящён XX орфический гимн.
- Икмейский (Икмийский; Ἰκμαῖος, влажный). Эпитет Зевса[97], его алтарь на Кеосе воздвиг Аристей[98]. Либо его воздвиг Фрикс[99].
- Керавн (Κεραύνιος, поражающий громом). Эпитет Зевса[100]. Ему посвящён XIX орфический гимн.
- Омбрий (Ὄμβριος, ниспосылающий дождь). См. Мифы Элиды.

#### Топографические
- Апесантий (Ἀπεσάντιος). От горы Апесант в Арголиде (см. Персей).
- Будатас. Эпитет Зевса в критских надписях, диалектная форма имени Идейский[101].
- Диктейский (Δικταῖος). См. Мифы Крита.
- Идейский (Ἰδαῖος). От горы Ида на Крите и хребта Ида (ныне Каз-Даг) в Малой Азии.
- Итомский (Ἰθωμαῖος). От мессенской горы Итома (Ἰθώμη). См. Мифы Мессении.
- Касий (Κάσιος, касийский). Эпитет. Святилище Зевса Касия было по дороге на Пелусий[102], где был похоронен Помпей[103]. Алтарь Зевса Касия был в городе Кассиопа на Коркире[104].
- Кенейский (Κηναῖος). От мыса Кеней (Κήναιον или Κηναῖον) на Эвбее. См. Мифы Евбеи.
- Лабрадейский (точнее Лабрандейский; Λαβραδεύς, Λαβρανδεύς). От города Лабранды (Λάβρανδα) в Карии. Эпитет Зевса у карийцев. Возводится Плутархом к названию боевого топора «лабрис» (λάβρυς)[105][106].
- Ликейский (Λύκαιος или Λυκαῖος). От горы Ликей (Волчьей горы). См. Мифы Аркадии.
- Феспрот (Θεσπρωτός). По названию области Феспротида (Θεσπρωτίς) в Эпире. Эпитет Зевса в Додоне[107]. Зевс Додонский в виде дуба, корни которого омывает ручей.

#### По функциям
- Апомий (Ἀπόμυιος, «отгоняющий мух»).
- Арей (Ἀρεῖος, «воинственный», либо «искупитель» (ср. Афина Арея)). См. Эномай.
- Аристарх (Ἀρίσταρχος, «лучший правитель»). Эпитет Зевса (у Симонида)[108].
- Булей (Βουλαῖος, покровительствующий, подающий благие советы).
- Геркей (Ἑρκεῖος, находящийся в ограде дома, то есть хранитель очага). См. Троада в древнегреческой мифологии.
- Гикесий (Ἱκέσιος, покровитель просящих). Эпитет Зевса[109].
- Горкий. (Ὅρκιος, хранитель клятв). Эпитет Зевса, его статуя в Олимпии. У этой статуи участники состязаний клялись над разрезанными частями кабана, что будут соблюдать законы Олимпийских состязаний[110].
- Евбулей (Εὐβουλεύς, подающий благие советы). Известен также как эпитет Зевса[111].
- Кларий (Κλάριος, наделяющий жребием). Эпитет Зевса в память жребия между сыновьями Аркада[112].
- Ксений (Ξένιος, охраняющий чужеземцев). Эпитет Зевса[113]. В Амафунте на Кипре приносили людей в жертву Зевсу Ксению, за что жители были превращены в коров[114].
- Милихий (Мейлихий; Μειλίχιος, милостивый)[115] Эпитет Зевса[116]. Его праздник Диасии в Афинах, его жертвенник у брода через Кефис, ему приносили в жертву барана, у него очищался Тесей перед входом в Афины[117]. Также его статуя была в Коринфской области[118].
- Морий (Μόριος, покровитель священных маслин[119]). Эпитет Зевса[120], культ в Афинах.
- Паномфайос (всепрорицатель). Эпитет Зевса. Алтарь между Сигеем и Ретеем[121].
- Полией (Πολιεύς, градохранитель). Эпитет Зевса. Ему приносят в жертву быка и судят топор[122].
- Полиух (Πολιοῦχος, владеющий городом, то есть градохранитель).
- Сотер (Σωτήρ, спаситель). Эпитет Зевса и других богов[123].
- Стратий (Στράτιος, воинственный). Эпитет Зевса[124]. Также Арея и Афины.
- Телейос (Τέλειος, вершитель, всемогущий). Эпитет Зевса[125].
- Фиксий (Φύξιος, приводящий в бегство). Эпитет Зевса, покровительствующего беглецам[126].
- Филий (Φίλιος, покровительствующий дружбе). Эпитет Зевса[127].
- Элевтерий (Ἐλευθέριος, освобождающий, избавляющий). Эпитет Зевса[128]. В микенских текстах бог e-re-u-te-re (Элевфер)[129].

#### По атрибутам
- Хрисаорей (Χρυσαορεύς, с золотым мечом). Эпитет Зевса. Его храм в Карии[130].
- Эгиох (Αἰγίοχος, букв. «носящий эгиду»). Эпитет Зевса[131], ибо его вскормила коза[132]. Юному Зевсу было пророчество, что он должен вооружиться козьей шкурой, которая посреди спины несла лик Горгоны[133].

#### Прочее
- Аттис. Вифинцы называли так Зевса, восходя на вершины гор[134].
- Велхан. Эпитет Зевса на монетах в Фесте, изображается с петухом[135]. Негреческое слово. Сопоставляется с этрусским Велханом[136].
- Гипсист (Ὕψιστος, высочайший). Эпитет Зевса. От него ворота Гипсисты (Высочайшие) в Фивах[137].
- Корифей (Κορυφαῖος). По мнению Павсания, Зевс Корифей — перевод имени Юпитера Капитолийского[138].
- Кронид (Κρονίδης), или Кронион (Κρονίων), или Кроний (Κρόνιος) Патроним Зевса[139].
- Лаприй. Согласно Евгемеру, союзник Зевса, откуда эпитет Зевса Лаприя[140].
- Лафистий (Λαφύστιος, пожиратель). Эпитет Зевса у орхоменян[141] и в Галосе[142].
- Мессапий (Μεσσάπιος). Прозвище Зевса в Лаконике. Местные жители считали, что оно происходит от имени его жреца[143].
- Минотавр. Ипостась Зевса Критского.
- Мойрагет (Μοιραγέτης, водитель Мойр). Эпитет Зевса[144]. В храме в Дельфах стояли статуи Зевса и Аполлона Мойрагетов[145].
- Олимпийский (Ὀλύμπιος).
- Панэллениос (Πανελλήνιος, всегреческий, то есть верховный). Эпитет Зевса[146].
- Силланийский (Συλλάνιος). Непонятного происхождения эпитет Зевса и Афины в Спарте[147].
- Скиллий. Эпитет Зевса на Крите[135].
- Талей. (Таллей.) Имя Зевса на Крите[148].
- Фратрий (Φράτριος). Второй день Апатурий был посвящён жертвоприношению Зевсу Фратрию и Афине[149][150].
- Хтоний (Χθόνιος, «подземный»). Эпитет подземных богов[151]. Эпитет Зевса. Статуя в Коринфе[152]. Жертвенник в Олимпии[153]. «Зевс подземный»[154]. Зевс Хтоний— общее имя для Зевса, Посейдона и Аида[155].

#### Эпитеты Зевса у Ликофрона
- Гирапсий (Γυράψιος). Эпитет Зевса на Хиосе[156].
- Гонгилат (Γογγυλάτης, выбрасывающий шары огня). Эпитет Зевса[157].
- Дримний (Δρύμνιος). Эпитет Зевса в Памфилии[158].
- Кердил (Κερδυλης). Эпитет Зевса[159]. От κέρδος (выгода, польза).
- Комир (Κωμυρος). Эпитет Зевса у галикарнассцев[160].
- Ларинфий (Λαρυνθιος). Эпитет Зевса[159]. От этрусского lar (бог).
- Проманфей (Προμανθεύς, предвидящий). Эпитет Зевса в Фурии[158].
- Термий (Τερμιεύς, хранитель границ). Эпитет Зевса[161].
- Эрехфей (Ἐρεχθεύς, разрыватель). Эпитет Зевса[162].
- Эфиоп (Αἰθίοψ). Эпитет Зевса на Хиосе[156].

## Античные тексты
Ему посвящены XXIII гимн Гомера, I гимн Каллимаха и XV орфический гимн. О рождении Зевса и куретах говорили мелическая поэма Телеста, комедия Филиска и трагедия Тимесифея «Рождение Зевса». У Гомера он «громовержец», «высокогремящий», «тучегонитель», «насылатель ветров, дождей и ливней».

## Эвгемеризм
По представлениям некоторых древнегреческих философов, многие боги могли представлять собой реальные исторические личности, а исторические события в отсутствие письменности становились сюжетом мифологии. По мнению Эвгемера боги Греции первоначально были царями, героями, завоевателями или благодетелями народа, впоследствии обожествлёнными. Например, Эвгемеру приписывается утверждение, что Зевс был великим воином, древним царём Крита, а его могилу в Кноссе показывали любопытным. Это же мнение повторяет христианский историограф св. Димитрий Ростовский: «Этот Зевс, или Юпитер … царствовал в Крите (поэты баснословят, когда говорят, что он царствовал на небе)».

## Названия в честь Зевса
- Anolis zeus (Köhler et Mccranie, 2001) — вид ящериц из рода анолисов[164].